# Вал-ди-Канс (аэропорт)
Международный аэропорт Вал-ди-Канс (порт. Aeroporto Internacional de Belém/Val de Cans) также известен под названием Международный аэропорт имени Жулиу Сезара Рибейру (Aeroporto Internacional Júlio Cézar Ribeiro) (Код ИАТА: BEL) — бразильский аэропорт, является самым большим и самым важным аэропортом в бразильском городе Белен, и вторым самым загруженным аэропортом в северном регионе Бразилии. Находится в 12 км от центра города Белена.
В аэропорту были произведены главные реформы и расширение в 2001 году, когда его структура была полностью изменена. Сумма инвестиций составила 78 миллионов долларов.
В аэропорту имеются два магазина беспошлинной торговли и панорамная терраса, которая позволяет наблюдать за посадкой и высадкой пассажиров исключая неудобства и опасности шумового и выхлопного загрязнения от самолёта. Имеется 30 стоек регистрации, четыре ленточных конвейера для багажа и мониторов показа информации о рейсе. В аэропорту также есть контрольно-диспетчерский пункт и две взлётно-посадочных полосы.
В 2008 году пропускная способность аэропорта составила 2 153 508 пассажиров и 39 920 авиаперелётов, тем самым поместив его среди самых загруженных аэропортов в Бразилии. С января 1974 года управляется компанией Infraero.

## История
В 1934 году генерал Эурику Гаспар Дутра, директор военной авиации, назначил лейтенанта Армандо Сьерру ди Менезеса (Armando Sierra de Menezes), чтобы выбрать Вал-ди-Канс в качестве земли, где должен был быть построен аэропорт. Ответственным за строительство было назначено управление гражданской авиации, агентство министерства движения и общественных работ.
Со наступлением второй мировой войны авиабазы и аэропорты бразильского побережья стали очень важными в транспортировке самолётов, персонала и оборудования через Атлантический океан в Сьерра-Леоне, в Западной Африке. Эти средства оказывали необходимую существенную тыловую поддержку для тысяч самолётов, которые, поступая с заводов в Канаде и Соединённых Штатах, были перемещены в театры военных действий в Северной Африке и Европе. После затянувшихся переговоров между Бразилией и США, в Белене для Air Transport Command были построены две взлётно-посадочными полосами, размеры которых составляли 1500 x 45 метров на основе бетона и асфальта, для принятия гражданской авиации и вооруженных сил. Вал-ди-Канс и другие авиабазы, используемые американцами во время второй мировой войны, были возвращены министерству аэронавтики в 1945 году.
Panair do Brasil, Pan American, Cruzeiro do Sul и NAB (Navegação Aérea Brasileira) начали свои операции в Вал-ди-Канс, строя их станции и оказывая услуги пассажирам. В 1958 году министерство аэронавтики построило первую пассажирскую станцию для общего использования авиалиниями. 24 января 1959 года был открыт международный аэропорт Белен, управление которым взял на себя департамент гражданской авиации (Departamento de Aviação Civil — DAC).

## Авиалинии и направления
| Авиалинии               | Назначения |
| ----------------------- | --- |
| Air Caraïbes            | Кайенна |
| Azul Brazilian Airlines | Белу-Оризонти (Танкреду Невес) (с 04.11.2010), Терезина |
| Gol Transportes Aéreos  | Бразилиа, Форталеза, Макапа, Манаус, Мараба, Навегантис, Ресифи, Рио-де-Жанейро (Галеан, Салвадор, Сантарен, Сан-Луис, Сан-Паулу (Гуарульюс и Конгоньяс), Парамарибо                                        |
| META Linhas Aéreas      | Алтамира, Джорджтаун, Итайтуба, Монте-Дурадо, Оришимина, Парамарибо, Сантарен |
| Puma Air Linhas Aéreas  | Форталеза (с 29.11.2010), Макапа, Сан-Паулу (Гуарульюс), |
| SETE Linhas Aéreas      | Арагуаина, Каражас, Консейсан-ду-Арагуая, Гояния, Гурупи, Мараба, Ориландия, Палмас, Реденсан, Сантана-ду-Арагуая, Сан-Фелис-ду-Шингу                                                                       |
| Surinam Airways         | Парамарибо |
| TAM Linhas Aéreas       | Белу-Оризонти (Танкреду Невес) (с 03.11.2010), Бразилиа, Кампинас, Куритиба, Форталеза, Фос-ду-Игуасу, Макапа, Манаус, Мараба, Ресифи, Рио-де-Жанейро (Галеан), Сантарен, Сан-Паулу (Гуарульюс и Конгоньяс) |
| TRIP Linhas Aéreas      | Алтамира, Арагуаина, Белу-Оризонти, Бразилиа Каражас, Итайтуба, Манаус, Паринтинс, Сантарен, Сан-Луис, Салвадор (с 16.11.2010)                                                                              |

### Внутренние рейсы
- Алтамира
- Каражас
- Консейсан-ду-Арагуая
- Итайтуба
- Мараба
- Реденсан
- Сантарен
- Сантана-ду-Арагуая
- Порту-Тромбетас
- Тукуруи
- Сан-Луис
- Балсас
- Императрис
- Манаус
- Паринтинс
- Аракажу
- Арагуаина
- Палмас
- Бразилиа
- Белу-Оризонти
- Риу-Бранку
- Крузейру-ду-Сул
- Куритиба
- Фос-ду-Игуасу
- Форталеза
- Макапа
- Навегантис
- Порту-Алегри
- Порту-Велью
- Ресифи
- Рио-де-Жанейро
- Салвадор
- Сан-Паулу
- Кампинас
- Гояния

### Международные регулярные рейсы

#### Южная Америка
- Кайенна
- Джорджтаун
- Парамарибо

#### Карибы
- Фор-де-Франс
- Пуант-а-Питр

## Статистика
| Год           | Количество пассажиров | %         | Место (национальное) |
| ------------- | --------------------- | --------- | -------------------- |
| 2003          | 1 172 457             | ---       | 15                   |
| 2004          | 1 330 965             | ▲ 13,5 %  | 14                   |
| 2005          | 1 523 714             | ▲ 14,4 %  | 13                   |
| 2006          | 1 776 008             | ▲ 16,5 %  | 12                   |
| 2007          | 2 119 552             | ▲ 19,3 %  | 12                   |
| 2008          | 2 153 508             | ▲ 1,6 %   | 12                   |
| 2009          | 2 203 653             | ▲ 2,9 %** | 15                   |
| сентябрь 2010 | 1 842 277             |           |                      |